# Navan
Navan (în irlandeză An Uaimh) este un oraș comital din comitatul Meath, Republica Irlanda.